# Torcida Split
Torcida Split es un grupo ultra que apoya al club croata de fútbol HNK Hajduk Split. Fundados el 28 de octubre de 1950, Torcida Split son el grupo ultra más antiguo de Europa y tomaron su nombre del popular término portugués «torcida» para referirse a la afición en el fútbol brasileño. Los grandes rivales de Torcida Split son los Bad Blue Boys del Dinamo Zagreb, con quienes ha protagonizado violentos enfrentamientos a lo largo de la historia de los dos clubes croatas.

## Lecturas relacionadas
- Holiga, Aleksandar (2014). How Hajduk Split Supporters Started an Uprising in Croatian Football (en inglés). Bleacher Report.
- Kuper, Simon (1994). «20: The President and the Bad Blue Boys». Football Against The Enemy (en inglés). Orion. ISBN 978-1409137856.

- Datos: Q1561086
- Multimedia: Torcida / Q1561086